# Ladysmith (Wisconsin)
Ladysmith es una ciudad ubicada en el condado de Rusk en el estado estadounidense de Wisconsin. En el Censo de 2010 tenía una población de 3.414 habitantes y una densidad poblacional de 287,68 personas por km².

## Geografía
Ladysmith se encuentra ubicada en las coordenadas 45°27′40″N 91°5′51″O / 45.46111, -91.09750. Según la Oficina del Censo de los Estados Unidos, Ladysmith tiene una superficie total de 11.87 km², de la cual 10.9 km² corresponden a tierra firme y (8.18%) 0.97 km² es agua.

## Demografía
Según el censo de 2010, había 3.414 personas residiendo en Ladysmith. La densidad de población era de 287,68 hab./km². De los 3.414 habitantes, Ladysmith estaba compuesto por el 96.25% blancos, el 0.62% eran afroamericanos, el 0.85% eran amerindios, el 0.59% eran asiáticos, el 0% eran isleños del Pacífico, el 0.47% eran de otras razas y el 1.23% pertenecían a dos o más razas. Del total de la población el 1.55% eran hispanos o latinos de cualquier raza.